# Solus Christus
Solus Christus или In Christo solo ( от латински: „само в Христос “) е основна част от доктрината на протестантските реформатори и една от 5 Solae. Означава, че спасението е само чрез вяра в Христос и че Исус Христос е единственият посредник на спасението.

## Същност
Само чрез изкупителното дело на Исус  Христос, отделно от отделните дела, и че Христос е единственият посредник между Бог и човека. Твърди се, че спасението не може да бъде получено без Христос.
Това е в противоречие с католическата доктрина, според която Дева Мария също е посредник между Бог и човечеството. 

### Библейски аргументи
Като основа на доктрината за „само Христос“ Протестантските реформатори се позовават на различни библейски стихове като
- Йоан 14:6 – „Исус отговори: Аз съм пътят, истината и животът. Никой не идва при Отца освен чрез Мене.“[2]
- 1 Тимотей 2:5 – „Защото има само един Бог и само един посредник между Бога и хората, човекът Христос Исус.“[3]
- Деяния 4:10–12 – „Нека всички вие и целият народ на Израел знаете, че това стана в името на Исус Христос от Назарет […] И няма спасение в никой друг; защото няма друго име под небето дадено на човеците, чрез което трябва да бъдем спасени“.[4]

## Дева Мария и светиите
В протестантството се отдава почит на Богородица като към майката на Иисус. Но се прави сериозна разлика между Иисус Христос, който е Син Божи и Мария. Протестантският вярващ смята, че единствено Иисус Христос е посредник между Бог Отец и хората. В това отношение, според протестантите, Мария и канонизираните от Православната или Римокатолическата църква светци са достойни примери за християнски живот, но не и посредници между Бог и човека. Според реформираните християни молитвите трябва да бъдат отправяни единствено към триединния Бог (Св. Троица), но не и към смъртни и погрешими хора. Като аргумент в полза на това си становище протестантите посочват факта, че в Библията не съществува нито една молитва, отправена към човек, било то починал или жив. Сам Иисус Христос дава пример на апостолите да се молят с „Отче наш...“ и показва правилния начин на поклонение. В Библията не съществува молитва към Мария поради факта, че съществува фундаментално различие между битието на Бог и това на човека. Христос като въплътилия се Бог е осмислян като единствения посредник между Бог и човечеството.